# Cernik (Zsumberk)
Cernik falu Horvátországban Zágráb megyében. Közigazgatásilag Zsumberkhez tartozik.

## Fekvése
Zágrábtól 45 km-re nyugatra községközpontjától Kostanjevactól 7 km-re északnyugatra a Zsumberki-hegység lejtőin fekszik. Vidéke sűrű bükk és gesztenye erdőkkel borított.

## Története
A település neve 1538-ban „villa Cernyk” alakban tűnik fel először. Az 1830-as urbárium szerint 8 házában 73 katolikus lakos élt. 1880 és 1948 között Crnik volt a hivatalos neve.
1857-ben 85, 1910-ben 111 lakosa volt. Trianon előtt Zágráb vármegye Jaskai járásához tartozott. Az áramot 1967-ben, a telefont 1994-ben vezették be a településre. 2011-ben 11 lakosa volt. Lakói mezőgazdasággal, állattenyésztéssel, szőlészettel foglalkoznak.

## Lakosság
| Lakosság változása | Lakosság változása | Lakosság változása | Lakosság változása | Lakosság változása | Lakosság változása | Lakosság változása | Lakosság változása | Lakosság változása | Lakosság változása | Lakosság változása | Lakosság változása | Lakosság változása | Lakosság változása | Lakosság változása | Lakosság változása |
| ------------------ | ------------------ | ------------------ | ------------------ | ------------------ | ------------------ | ------------------ | ------------------ | ------------------ | ------------------ | ------------------ | ------------------ | ------------------ | ------------------ | ------------------ | ------------------ |
| 1857               | 1869               | 1880               | 1890               | 1900               | 1910               | 1921               | 1931               | 1948               | 1953               | 1961               | 1971               | 1981               | 1991               | 2001               | 2011               |
| 85                 | 107                | 129                | 128                | 119                | 111                | 110                | 119                | 133                | 119                | 93                 | 65                 | 41                 | 25                 | 11                 | 11                 |

## Nevezetességei
- Szent Ilona tiszteletére szentelt kápolnája a Donji Oštrci Szent Mária Magdolna plébánia filiája. A kápolna 2000-óta minden év augusztus 18. utáni vasárnap szentmise és búcsújárás színhelye. Ezen a napon a világ minden részéről összegyűlnek itt a Cernikről elszármazottak.
- Szent Anna kápolna romjai.

## Külső hivatkozások
- Žumberak község hivatalos oldala
- A Zsumberki közösség honlapja